# Chryzant (Stellatos)
Chryzant, imię świeckie Jerasimos Stellatos (ur. 1952 w Kebitsata) – duchowny Greckiego Kościoła Prawosławnego, od 2014 biskup pomocniczy metropolii Patras.

## Życiorys
W 1975 został wyświęcony na diakona. Święcenia kapłańskie przyjął w 1982. Chirotonię biskupią otrzymał 13 października 2014 jako biskup pomocniczy metropolii Patras ze stolicą tytularną Kerintsa.